# Folusz (maszyna)

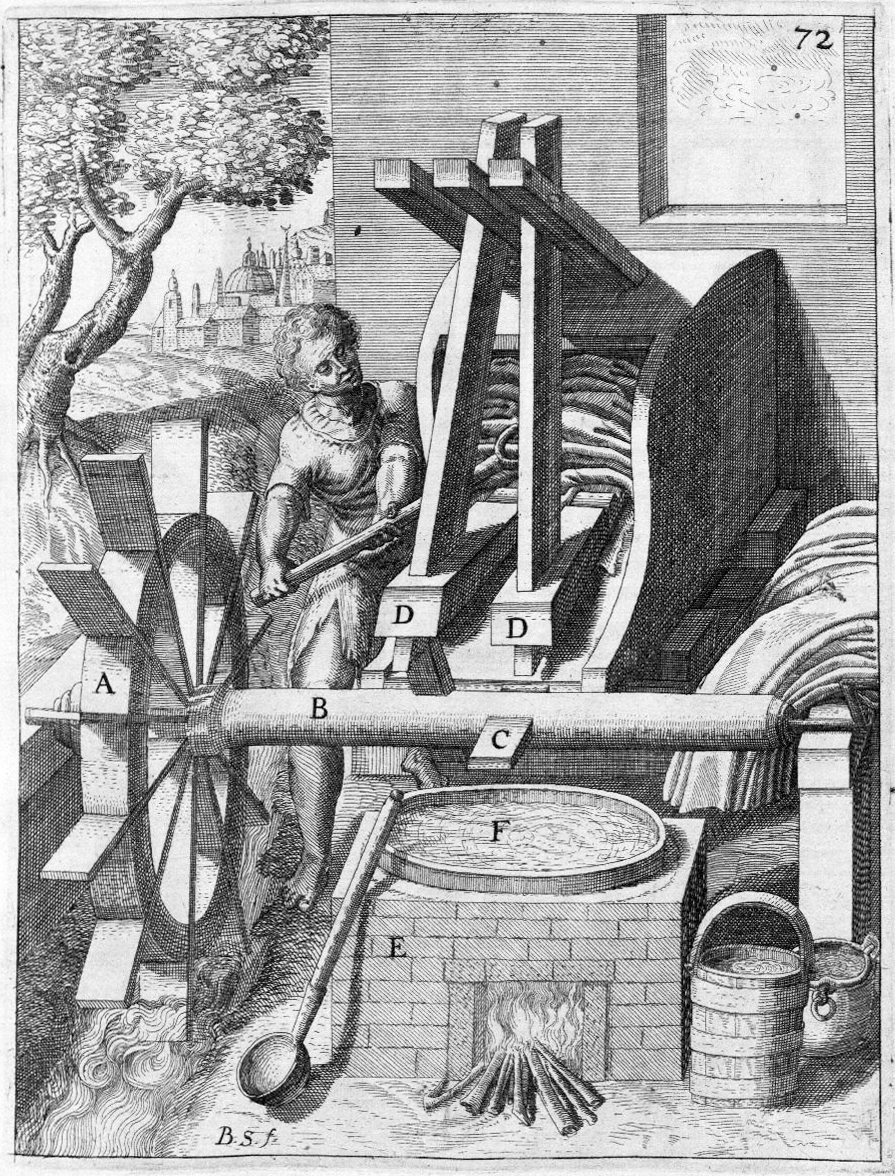
Folusz z napędem wodnym, grafika z Theatrum Machinarum Novum Georga Andreasa Böcklera, 1661

Folusz, pilśniarka, spilśniarka – maszyna stosowana w procesie folowania sukna.
Tkaniny przeznaczone na sukno tkano z grubej, zgrzebnej przędzy wełnianej, a następnie poddawano folowaniu (spilśnianiu). Pierwotnie zabieg ten był wykonywany za pomocą rąk lub nóg. Malowidła ścienne, odnalezione w Pompejach, pokazują jak deptano wówczas sukno w specjalnych korytach. Z czasem zaczęto używać grubych kijów (bijaków). Od drugiej połowy XII w. stosowano do tego procesu drewniane młoty, poruszane kołem wodnym. W takim foluszu stępory (drewniane młoty) uderzały w wielokrotnie poskładane sukno, leżące w stępie (wydrążonej kłodzie). Według zachowanych dokumentów w 1339 r. był we Frankfurcie folusznik, który napędzał swoją pilśniarkę siłą wody. 